# Doğubayazıt
Doğubeyazıt (souvent appelée Beyazıt) en turc, Bazîd en kurde, Daroynk en arménien, est un district et une ville située à l'est de la Turquie dans la province d'Ağrı, à une altitude de 1 950 mètres et à environ 35 kilomètres de la frontière iranienne. La ville est principalement peuplée de Kurdes.
Forteresse proche des anciennes frontières de l'Empire ottoman, rattachée au vilayet d'Erzurum, Doğubayazıt a été plusieurs fois disputée pendant les guerres ottomano-persanes et les guerres russo-turques.
Le palais İshak Paşa, à l'est de Doğubeyazıt, construit entre 1685 et 1784, est un des principaux témoignages de l'architecture ottomane dans la région ; il commandait un caravansérail sur la Route de la Soie.
La ville se trouve au sud-ouest du mont Ararat (26 km à vol d'oiseau) et à 32 km à vol d'oiseau au nord-ouest de l'impact d'une météorite tombée en 1920 ("Çukuru Sarıçavuş " tout près de la frontière avec l'Iran). Sur une colline au sud de la ville, on trouve le Palais İshak Paşa, achevé en 1784. Le « Parc national de l'arche de Noé », qui inclut le site de Durupinar, est situé dans les collines à l'est de la ville.
En janvier 2006, Doğubeyazıt fut le centre d'une épidémie du virus H5N1 de la grippe aviaire. Plusieurs enfants moururent pour avoir joué avec des carcasses de volaille.

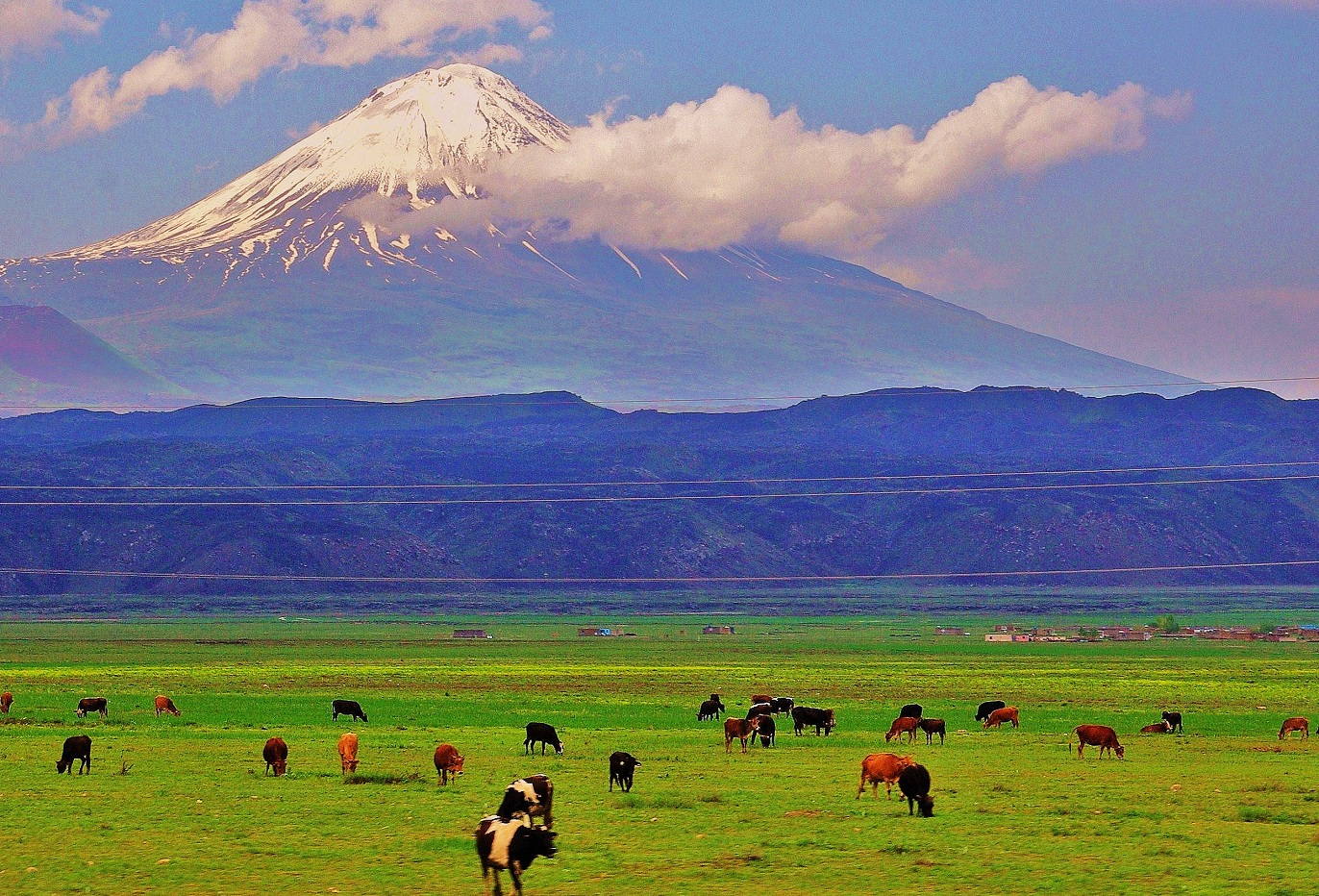
Petit-Ararat.
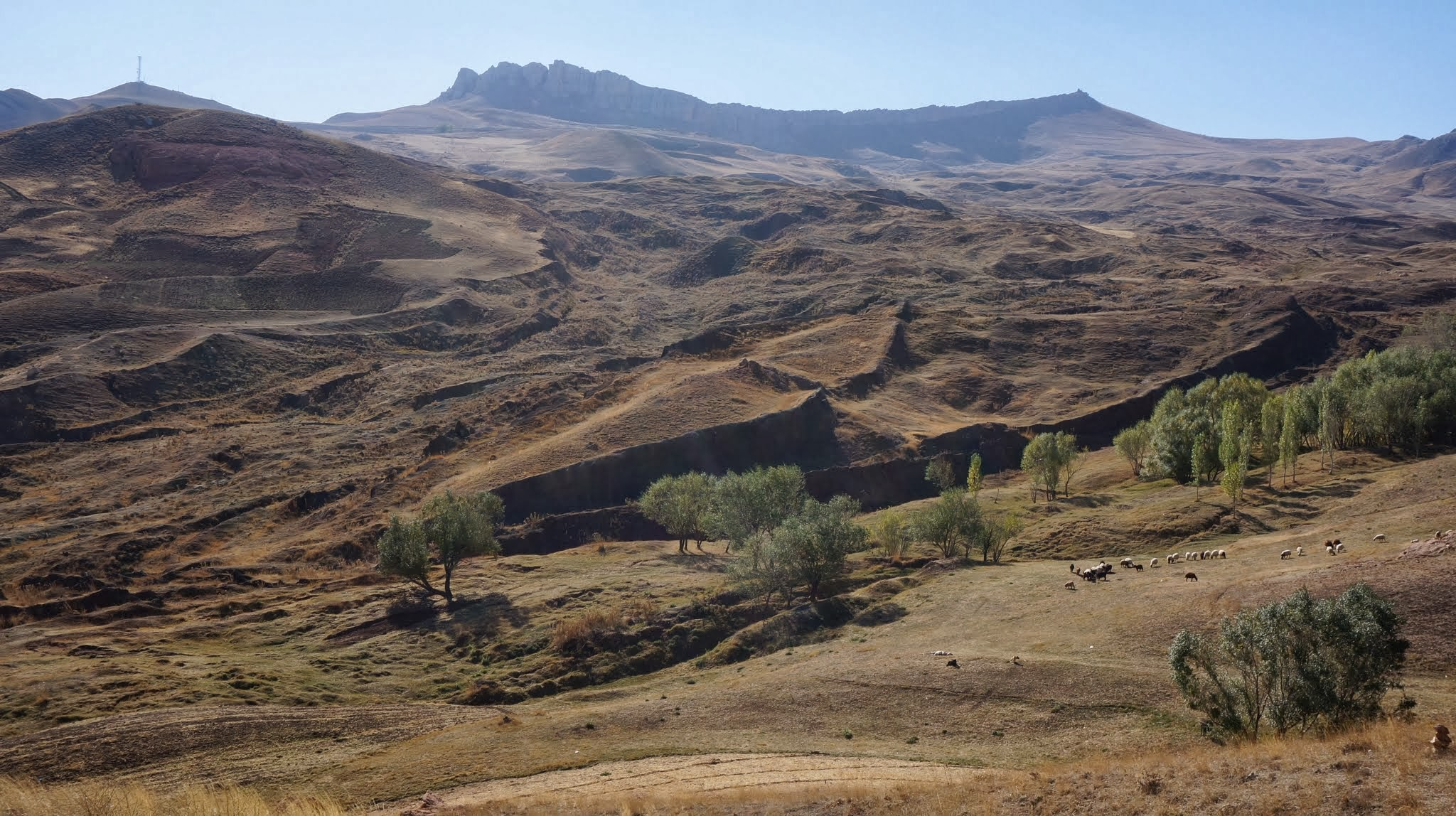
Panorama occidental.
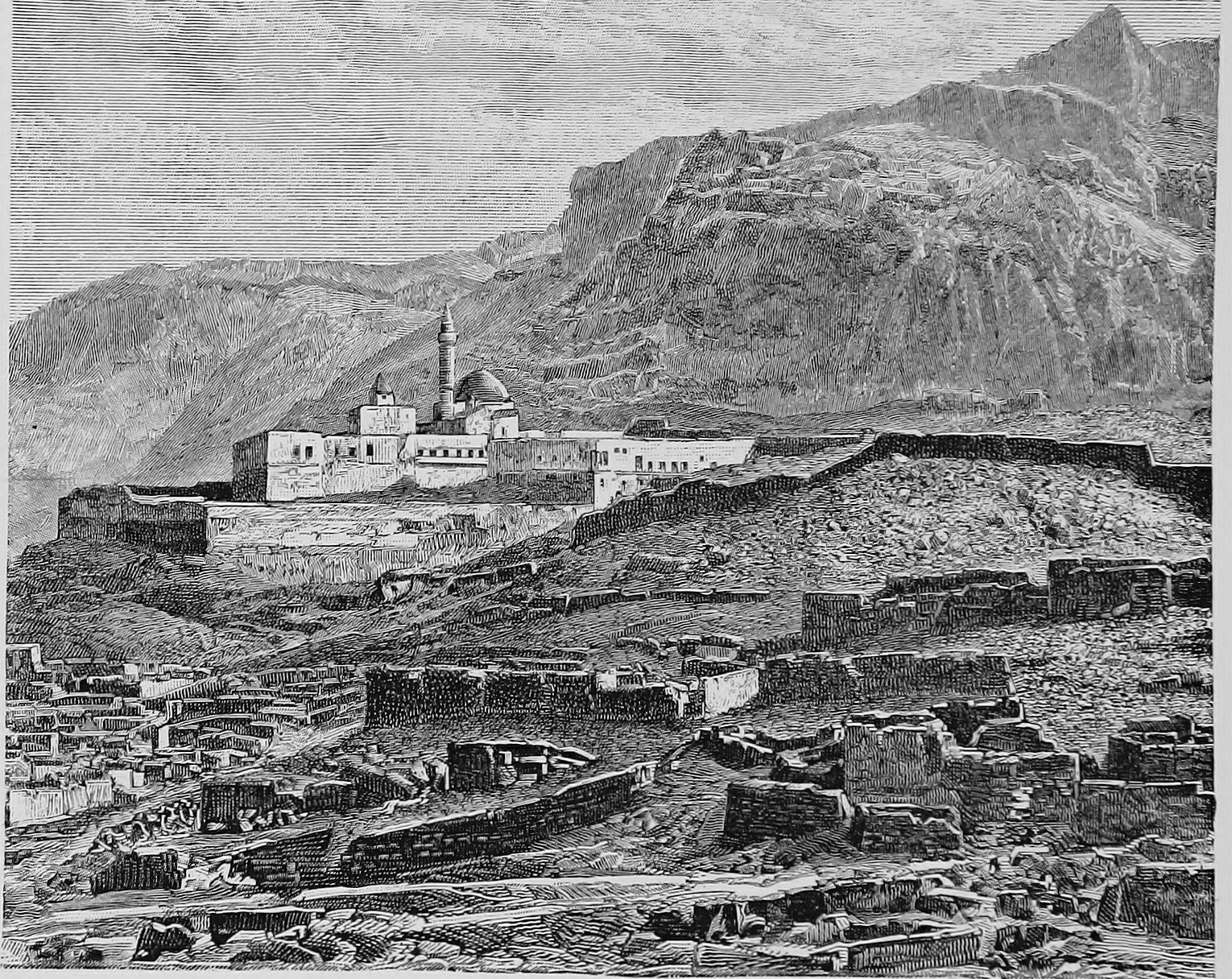
Doğubeyazıt, mosquée et quartier en ruines. Élisée Reclus, La Terre et ses habitants, 1876.
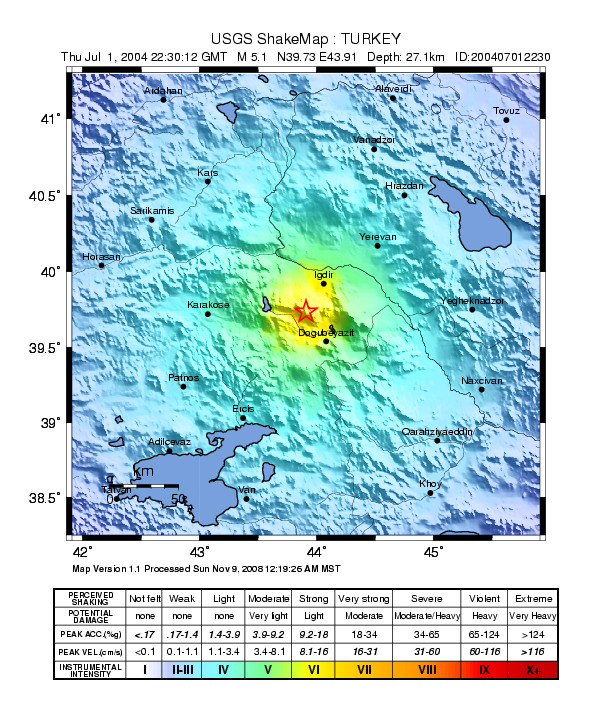
Tremblement de terre de 2004.